# Miriam Welte

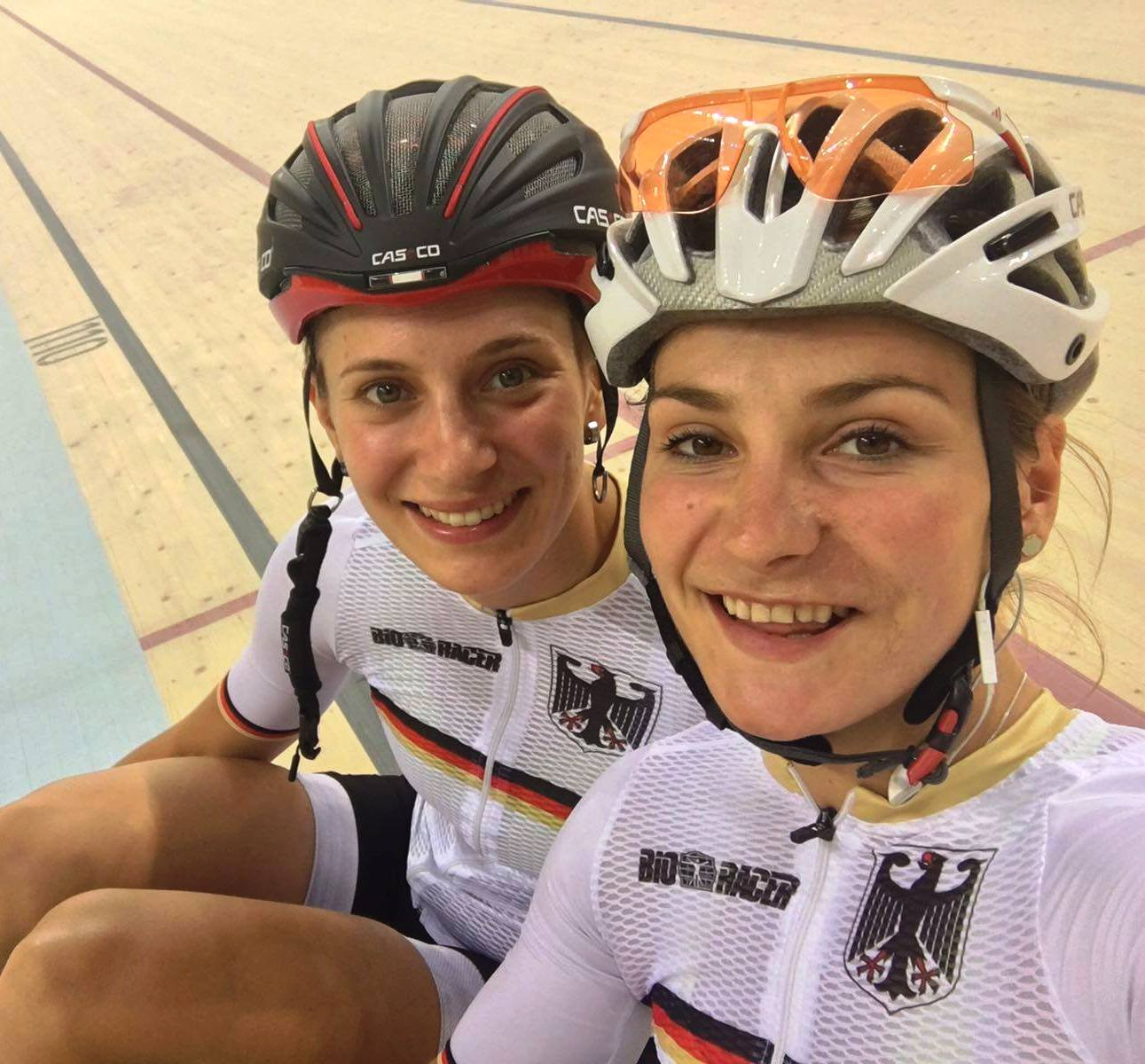
Miriam Welte (li.) mit Kristina Vogel beim Training im Rio Olympic Velodrome kurz vor den Olympischen Sommerspielen 2016

Miriam Welte (* 9. Dezember 1986 in Kaiserslautern) ist eine ehemalige deutsche Bahnradsportlerin. Sie ist Olympiasiegerin, wurde sechs Mal Weltmeisterin, vier Mal Europameisterin und errang 21 deutsche Meistertitel.

## Sportliche Laufbahn

### 2002 bis 2012
2002 wurde Miriam Welte, die von ihrem Stiefvater Frank Ziegler trainiert wurde, deutsche Vize-Meisterin der Juniorinnen im 500-Meter-Zeitfahren, von 2006 bis 2008 gewann sie jeweils die Deutsche Meisterschaft der Elite in dieser Disziplin. Dazu kamen zwei Europameistertitel: 2006 im Zeitfahren in Athen sowie 2008 im Keirin in Pruszków. 2008 und 2009 erreichte sie mehrfach Podiumsplätze bei Weltcuprennen im Zeitfahren sowie im Teamsprint.
2008 errang die 1,71 Meter große und damals 65 Kilogramm schwere Welte gemeinsam mit Dana Glöß bei den Bahn-Weltmeisterschaften in Manchester Bronze im Teamsprint. 2011 belegte sie bei den Bahn-Weltmeisterschaften in Apeldoorn den dritten Platz im 500-Meter-Zeitfahren; im selben Jahr wurde sie in Berlin dreifache deutsche Meisterin; im Keirin, im Teamsprint (mit Verena Jooß) und im 500-Meter-Zeitfahren mit neuer deutscher Rekordzeit von 34,336 Sekunden sowie Vize-Meisterin im Sprint.
Bei den UCI-Bahn-Weltmeisterschaften 2012 in Melbourne konnte Miriam Welte gemeinsam mit Kristina Vogel die Goldmedaille im Teamsprint holen. Sowohl in der Qualifikation wie im Finale stellten die beiden Fahrerinnen jeweils einen Weltrekord auf. Das 500-Meter-Zeitfahren beendete sie hinter Anna Meares mit nationaler Rekordzeit von 33,626 Sekunden als Vize-Weltmeisterin. Damit verbesserte sie ihren eigenen bisherigen Rekord von 34,172 Sekunden, den sie beim Lauf des Bahnrad-Weltcups 2011/2012 in Astana aufgestellt hatte. So fuhr sie dreimal innerhalb von weniger als zwölf Monaten einen neuen deutschen Rekord über 500 Meter bei stehendem Start. Am 22. Juni 2012 stellte Welte zudem beim U.S. Grand Prix of Sprinting in Colorado Springs einen neuen Rekord über 200 Meter bei fliegendem Start von 10,64 Sekunden auf.

### Seit 2012
Bei den Olympischen Spielen 2012 in London gewann Miriam Welte gemeinsam mit Kristina Vogel die Goldmedaille im Teamsprint, nachdem die Richter wegen eines Wechselfehlers die eigentlichen Finalsiegerinnen aus China auf den zweiten Platz zurückstuften. Schon in das Finale um Gold waren die beiden deutschen Fahrerinnen erst gekommen, weil im Lauf zuvor das britische Duo wegen eines ebensolchen Fehlers relegiert worden war. Die beiden Deutschen sind damit die ersten Olympiasiegerinnen in dieser Disziplin, die 2012 neu in das Programm der Olympischen Spiele Aufnahme fand.
Im Jahr darauf wurde Welte gemeinsam mit Vogel in Minsk Weltmeisterin im Teamsprint und Vizeweltmeisterin im Zeitfahren. Im Dezember 2013 stellte sie gemeinsam mit Kristina Vogel mit 32,153 Sekunden einen neuen Weltrekord im Teamsprint über 500 Meter auf. Bei den UCI-Bahn-Weltmeisterschaften 2014 in Cali wurde Welte Doppelweltmeisterin, im Teamsprint mit Vogel sowie im 500-Meter-Zeitfahren.
Von April bis Mai 2014 war Miriam Welte die erste deutsche Sprinterin, die zur Internationalen Keirin-Serie geladen wurde, wo sie gemeinsam mit der Spanierin Helena Casas im Girl's Keirin startete. Bei ihrer Teilnahme an den Bahn-Europameisterschaften 2015 war sie gehandicapt, weil sie sich zuvor einen Fuß mit heißem Wasser verbrüht hatte. Trotz starker Schmerzen errang sie gemeinsam mit Vogel die Silbermedaille im Teamsprint, musste dann aber ihren Start im Zeitfahren absagen.
2016 wurde Welte für den Start bei den Olympischen Spielen in Rio de Janeiro nominiert, wo sie gemeinsam mit Kristina Vogel die Bronzemedaille im Teamsprint errang. Im Sprint belegte sie Rang elf und im Keirin Rang 25. Im Dezember des Jahres verletzte sie sich bei der Track Cycling Challenge im Velodrome Suisse einen Ellenbogen.
Bei den UCI-Bahn-Weltmeisterschaften 2018 wurde Miriam Welte zweimal Weltmeisterin: Sie errang zum zweiten Mal Gold im 500-Meter-Zeitfahren sowie gemeinsam mit Pauline Grabosch und Kristina Vogel im Teamsprint.
Im Juni 2019 gab Miriam Welte in einem Interview mit dem SWR an, dass sie ihre Karriere nach den Olympischen Sommerspielen 2020 in Tokio beenden werde. Entgegen dieser Ankündigung gab sie im September 2019 überraschend ihren sofortigen Rücktritt vom Leistungsradsport bekannt.

## Teams
Bis 2013 startete Miriam Welte für das UCI Track Team „Track Cycling Team Mecklenburg-Vorpommern“, ihr Verein war der RSC Kaiserslautern. Im Februar 2014 wurde bekannt, dass sie in die Triathlonabteilung des 1. FC Kaiserslautern wechselte, die über den Pfälzischen Radfahrerbund Mitglied im Bund Deutscher Radfahrer ist.

## Berufliches und Ehrenämter
Nach ihrem Rücktritt vom Radsport wird Miriam Welte, die den Rang einer Oberkommissarin (Stand 2019) hat, ihre Laufbahn bei der Polizei weiter verfolgen. Bei den UCI-Bahn-Weltmeisterschaften 2020 berichtete sie als Reporterin auf den Social-Media-Kanälen der Organisation von der Veranstaltung. Seit 2020 unterstützt sie ihren ehemaligen Trainer Frank Ziegler in der Sportlichen Leitung des Bahn-Teams Rheinland-Pfalz. Im November 2020 wurde sie zur kommissarischen Vizepräsidentin (Leistungssport) des Landessportbundes Rheinland-Pfalz berufen. Anfang Dezember 2021 wurde sie zur Vizepräsidentin des DOSB gewählt.
Im März 2024 wurde Miriam Welte mit der höchsten deutschen Sportauszeichnung, dem Silbernen Lorbeerblatt, geehrt.

## Privates
Miriam Welte ist liiert mit dem Fußballtrainer Oliver Schäfer (Stand 2021). 2022 wurde sie Mutter einer Tochter.

## Erfolge (Auswahl)
2006

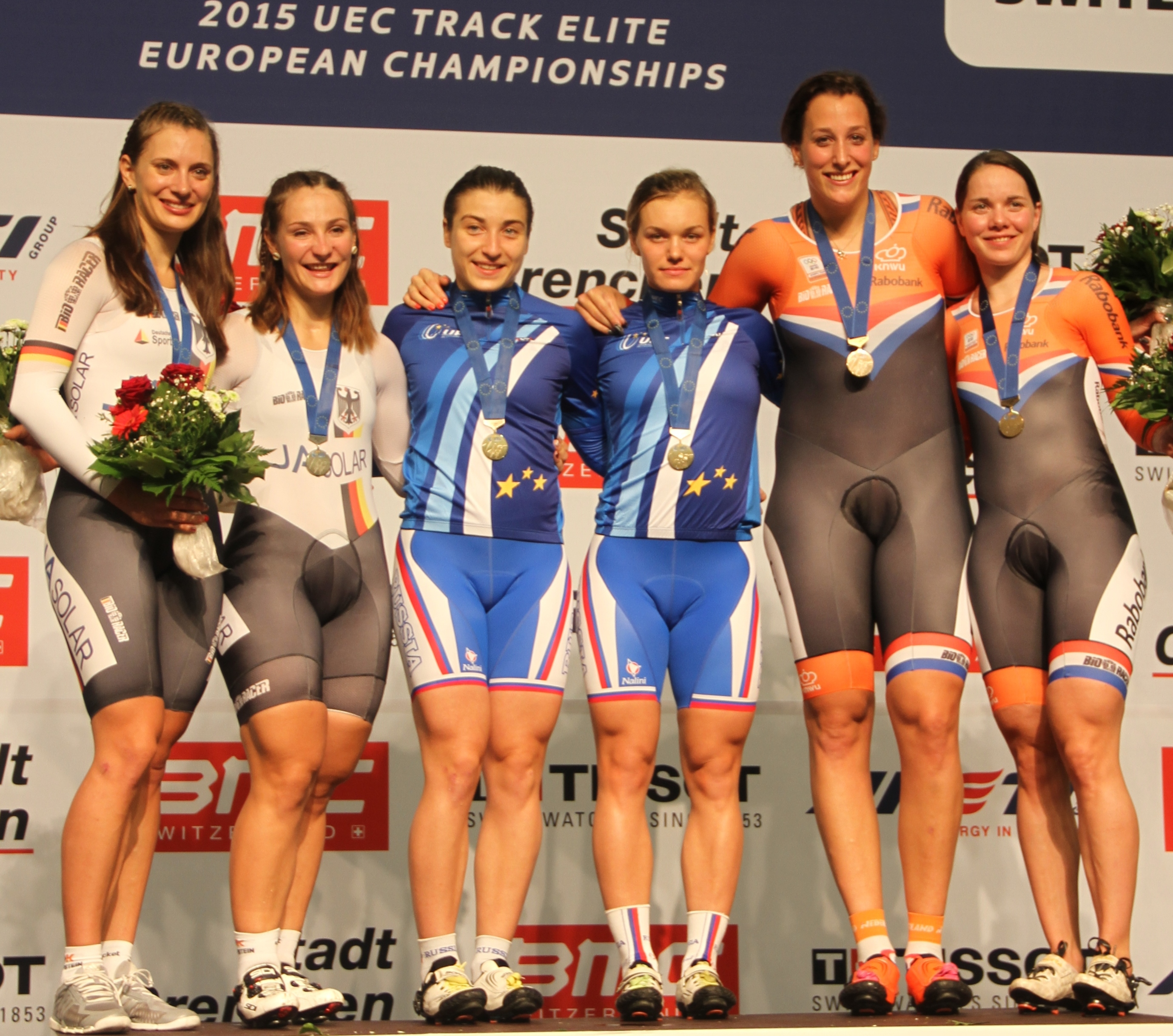
Miriam Welte (l.) mit Kristina Vogel bei den Europameisterschaften 2015: Silber im Teamsprint

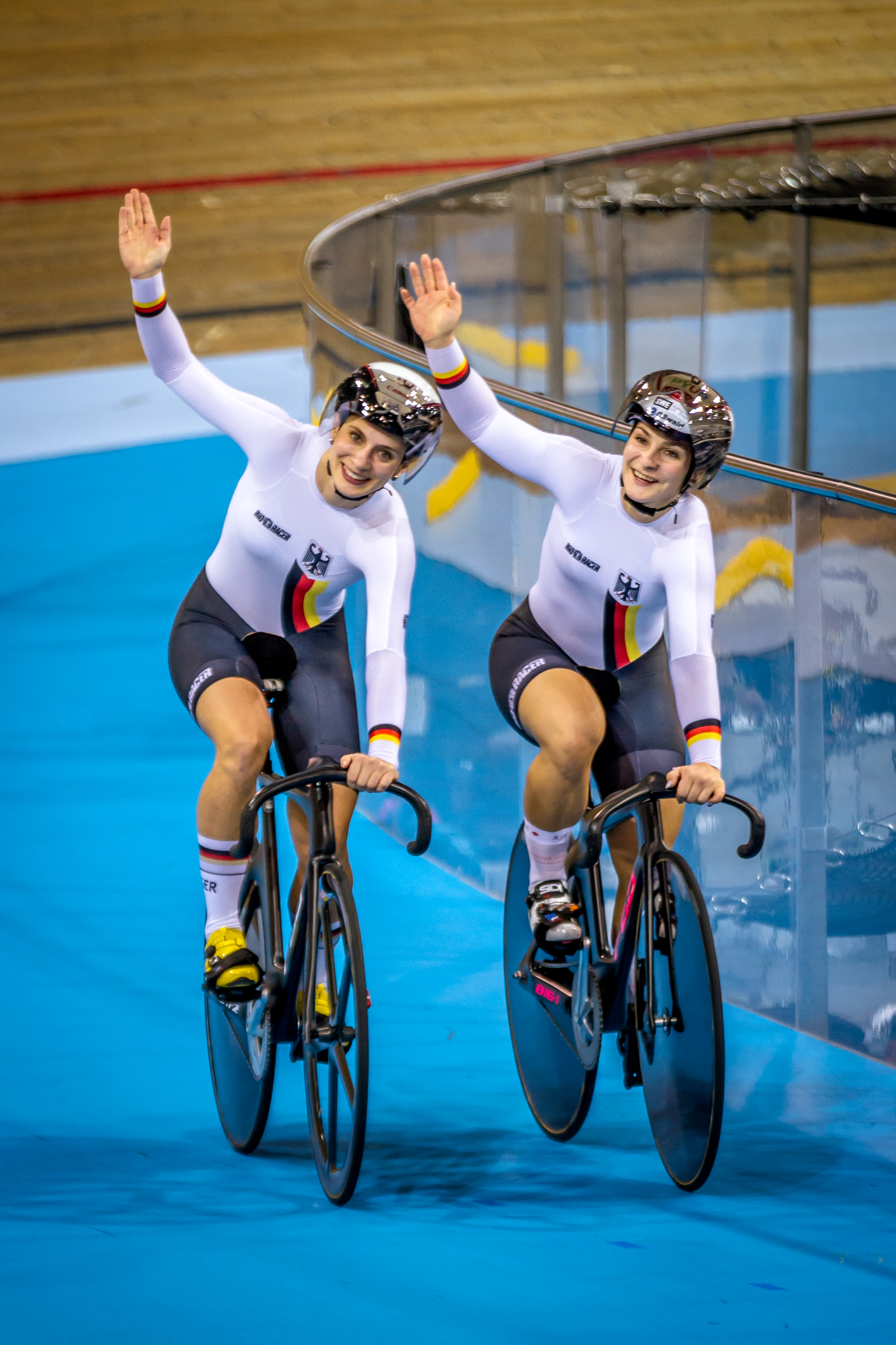
Miriam Welte (l.) und Kristina Vogel (r.) (2017)

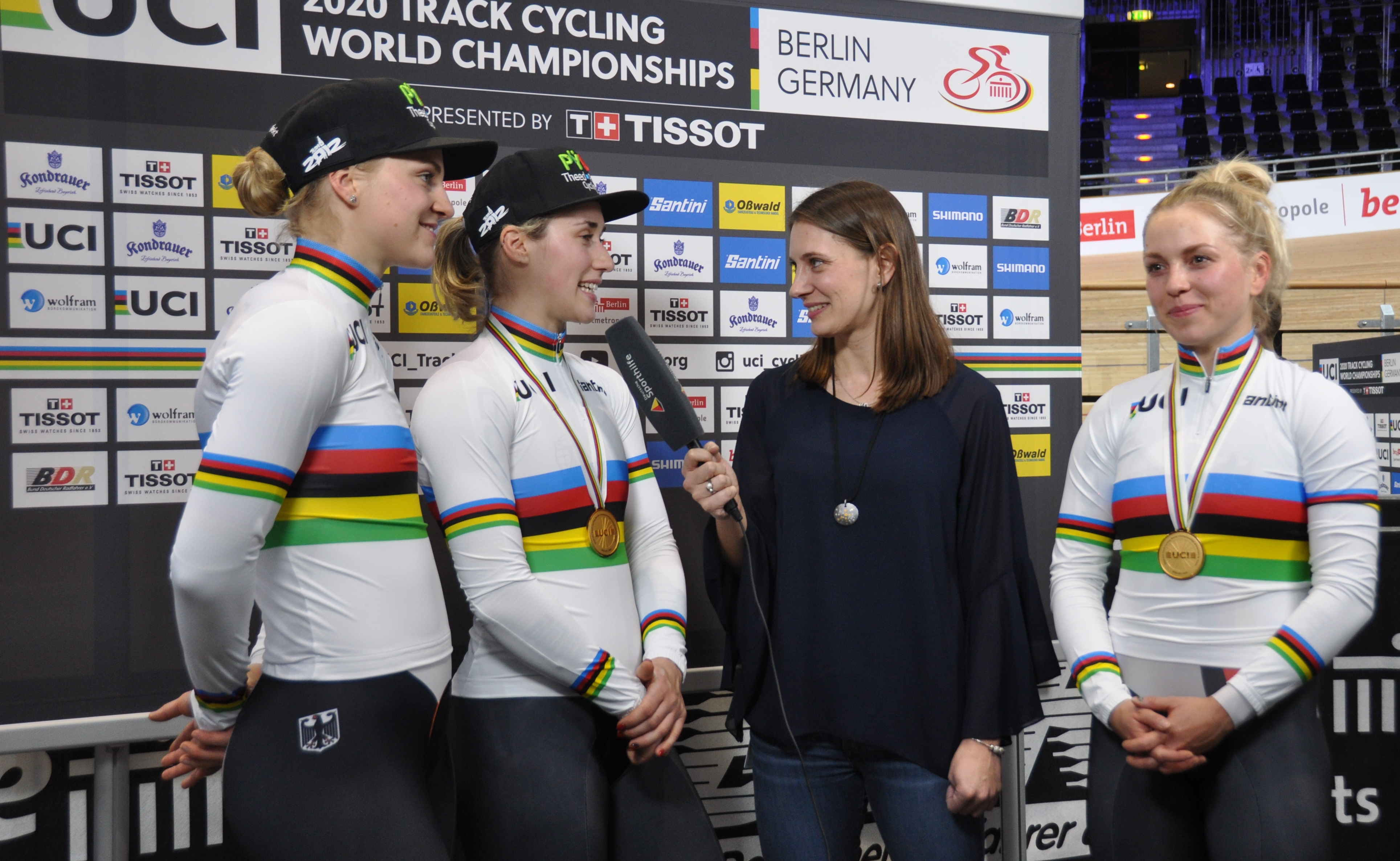
Welte (2.v.r.) als Reporterin bei der Bahn-WM 2020 mit Lea Sophie Friedrich, Pauline Grabosch und Emma Hinze (v. l. n. r.)

- Europameisterin – 500-Meter-Zeitfahren
- Deutsche Meisterin – 500-Meter-Zeitfahren

2007
- Deutsche Meisterin – 500-Meter-Zeitfahren

2008
- Weltmeisterschaften – Teamsprint (mit Dana Glöß)
- Europameisterin – 500-Meter-Zeitfahren
- Weltcup Manchester – 500-Meter-Zeitfahren
- Weltcup Manchester – 500-Meter-Zeitfahren
- Weltcup Manchester – Teamsprint (mit Christin Muche)
- Weltcup Cali – Teamsprint (mit Kristina Vogel)
- Deutsche Meisterin – 500-Meter-Zeitfahren

2009
- Weltcup Kopenhagen – Teamsprint (mit Kristina Vogel)
- Deutsche Meisterin – 500-Meter-Zeitfahren, Keirin

2010
- Weltcup Cali – Teamsprint (mit Kristina Vogel)

2011
- Weltmeisterschaft – 500-Meter-Zeitfahren
- Deutsche Meisterin – 500-Meter-Zeitfahren, Keirin, Teamsprint (mit Verena Jooß)
- Deutsche Meisterschaft – Sprint

2012
- Olympiasiegerin – Teamsprint (mit Kristina Vogel)
- Weltmeisterin – Teamsprint (mit Kristina Vogel)
- Weltmeisterschaften – 500-Meter-Zeitfahren
- Deutsche Meisterin – 500-Meter-Zeitfahren,

2013
- Weltmeisterin – Teamsprint (mit Kristina Vogel)
- Weltcup Manchester – Teamsprint (mit Kristina Vogel)
- Weltcup Guadalajara – Teamsprint (mit Kristina Vogel)
- Weltcup Aguascalientes -500-Meter-Zeitfahren
- Deutsche Meisterin – 500-Meter-Zeitfahren, Teamsprint (mit Kristina Vogel)
- Deutsche Meisterschaft – Sprint, Keirin

2014
- Weltmeisterin – 500-Meter-Zeitfahren, Teamsprint (mit Kristina Vogel)
- Europameisterin – 500-Meter-Zeitfahren
- Weltcup Guadalajara -500-Meter-Zeitfahren
- Weltcup Guadalajara – Teamsprint (mit Gudrun Stock)
- Weltcup London – Teamsprint (mit Kristina Vogel)
- Deutsche Meisterin – 500-Meter-Zeitfahren
- Deutsche Meisterschaft – Sprint, Keirin, Teamsprint (mit Emma Hinze)

2015
- Weltmeisterschaften – 500-Meter-Zeitfahren
- Europameisterschaften – Teamsprint (mit Kristina Vogel)

2016
- Olympische Spiele Teamsprint (mit Kristina Vogel)
- Deutsche Meisterin – 500-Meter-Zeitfahren

2017
- Weltmeisterschaft – 500-Meter-Zeitfahren
- Weltmeisterschaft – Teamsprint (mit Kristina Vogel)
- Bahnrad-Weltcup in Cali – Teamsprint (mit Kristina Vogel)
- Weltcup in Manchester – Teamsprint (mit Kristina Vogel)
- Weltcup in Milton – Teamsprint (mit Kristina Vogel)
- Europameisterin – 500-Meter-Zeitfahren
- Europameisterschaft – Teamsprint (mit Pauline Grabosch und Kristina Vogel)
- Deutsche Meisterin – 500-Meter-Zeitfahren

2018
- Weltmeisterin – 500-Meter-Zeitfahren, Teamsprint (mit Pauline Grabosch und Kristina Vogel)
- Europameisterschaft – 500-Meter-Zeitfahren, Teamsprint (mit Emma Hinze)
- Deutsche Meisterin – Sprint, 500-Meter-Zeitfahren, Teamsprint (mit Lea Friedrich)

2019
- Weltmeisterschaft – Teamsprint (mit Emma Hinze)
- Deutsche Meisterin – Teamsprint (mit Emma Hinze)

## Auszeichnungen und Ehrenämter
- 2012 Deutsche Radsportlerin des Jahres (gemeinsam mit Kristina Vogel)[20]
- 2013, 2016, 2017, 2018 Sportlerin des Jahres in Rheinland-Pfalz.[21][22]
- Aufnahme in die Hall of Fame des europäischen Radsportverbandes Union Européenne de Cyclisme
- 2014 wurde Miriam Welte zur „Markenbotschafterin für Pfälzer Grumbeere 2014/15“ der Erzeugergemeinschaft „Pfälzer Grumbeere“ gekürt.[23] Im Zusammenhang mit diesem „Titel“ stellte sie gemeinsam mit Schülern in Kaiserslautern einen „Supermarkt-Rekord“ im Teamsprint auf.[24]
- Aus Anlass des Tages der Kriminalitätsopfer 2015 wurde Miriam Welte Botschafterin des Weißen Rings. Landesverband Rheinland-Pfalz, der Stiftung zur Unterstützung von Kriminalitätsopfer.[25]
- Im September 2016 wurde Welte von ihrem Verein FC Kaiserslautern mit der lebenslangen Mitgliedschaft geehrt.[26]
- Im Mai 2019 wurde Miriam Welte mit der goldenen Verdienstnadel des 1. FC Kaiserslautern ausgezeichnet.[27]
- „Sportlerin des Jahres“ 2019 der Stadt Kaiserslautern[28]
- Medienpreis Goldene Zeile (2020) für ihre professionelle und stets reflektierte Zusammenarbeit mit Journalisten[29]